# Bulgarische Streitkräfte
Die Bulgarischen Streitkräfte (bulgarisch Българска армия/Balgarska Armija) sind die Streitkräfte der Republik Bulgarien. Seit 2004 ist Bulgarien NATO-Mitglied.

## Geschichte

Bulgarische Kriegsflagge

### Gründung und erste Kriege
Der Berliner Kongress errichtete ein Fürstentum Bulgarien als konstitutionelle Monarchie, die aber dem Sultan tributpflichtig blieb und sich erst 1908 völlig von dem Osmanischen Reich löste. Zusätzlich wurde in der ebenfalls durch den Kongress geschaffenen osmanischen Provinz Ostrumelien eine Miliz aufgebaut, welche de jure der osmanischen Armee zur Hilfestellung verpflichtet war. Damit begann die moderne Geschichte der bulgarischen Armee (s. Geschichte Bulgariens). Am 8. Mai 1878 wurde die Militärschule in Sofia gegründet.
Im Serbisch-Bulgarischen Krieg (1885–1886), bekannt auch als der „Krieg der (bulgarischen) Unteroffiziere gegen die (serbischen) Generäle“, konnte die junge bulgarische Armee ohne jegliche Unterstützung die Serben vernichtend schlagen (Schlacht bei Sliwniza, Schlacht von Pirot). Nur das Eingreifen Österreich-Ungarns bewahrte das Serbische Königreich. Nach dem Krieg wurde die bulgarische Armee reorganisiert und die ostrumelische Miliz in ihre Strukturen integriert.
Die Erfolge der bulgarischen Truppen im Ersten Balkankrieg (Eroberung von Adrianopel, Lüleburgaz, Kırklareli) wiederholten sich im Zweiten Balkankrieg nicht, als das Zarentum Bulgarien gegen seine früheren Verbündeten Serbien, Griechenland und Montenegro sowie gegen die Türkei und Rumänien – gleichzeitig kämpfen musste, obwohl am Ende die griechische Armee im Struma-Tal eingekesselt wurde. Während die bulgarischen Streitkräfte an der griechischen und serbischen Front gebunden waren, drang Rumänien bis nach Sofia vor und die Türken eroberten Ostthrakien wieder zurück.
Im Ersten Weltkrieg kämpfte Bulgarien auf der Seite der Mittelmächte, zunächst im Feldzug gegen Serbien von 1915, später gegen die Entente-Mächte an der Salonikifront sowie gegen Rumänien in der Dobrudscha. Im Krieg wurden die serbische Südarmee in der Schlacht auf dem Amselfeld und die serbische 2. Armee in der Morava-Operation sowie die rumänische 3. Armee in den Schlachten von Tutrakan und Dobritsch geschlagen.

### Zweiter Weltkrieg und Kalter Krieg
Im Zweiten Weltkrieg wurde die Vardarska banovina nach dem Jugoslawischen Putsch vom März 1941 und den darauffolgenden Balkanfeldzug durch die Wehrmacht und italienische Truppen besetzt. Bei den anschließenden Wiener Verhandlungen (20.–22, April 1941) erfolgte die Aufteilung des Königreichs Jugoslawiens nach den Vorstellungen Adolf Hitler. Er ordnete die Überlassung der Verwaltung großer Teile Makedoniens und Westthrakien an Bulgarien. Auf Basis der Klodius-Popow-Vereinbarung überquerten bulgarischen Truppen erst ab Ende April die Grenze, unterstanden jedoch vor Ort den Befehlen der Wehrmacht (sieh z. B. Heeresgruppe E). Damit griff Bulgarien auf Seiten der Achsenmächte im Zweiten Weltkrieg aktiv ein. Die bulgarische Armee wurde bei ihrem Vormarsch von der Mehrheit der Bevölkerung freundlich und vielerorts auch als Befreier empfangen und konnte sogar aus der lokalen Bevölkerung rekrutieren, die in bestimmten Bataillonen 40 bis 60 Prozent der Soldaten ausmachten.
Ende August 1944, als Bulgarien von der roten Armee besetzt wurde und unter sowjetischen Einfluss geriet, zog sich die bulgarische Armee aus den besetzten Gebieten Jugoslawiens zurück um ab 9. September den Krieg gegen die Wehrmacht aufzunehmen. Am 18. September 1944 marschierten die Erste, Zweite und Vierte bulgarische Armee als Teil der 3. Ukrainischen Front unter der Führung des Marschall Fjodor Tolbuchin in den kurz zuvor geräumten Gebieten ein und griffen die Wehrmachtverbände der Heeresgruppe E an. In der Stratsin–Kumanovo Operation nahm am 12. November die 1. bulgarische Armee Kumanovo ein und am 13. November die 2. und 4. Armee Skopje. Durch den bulgarischen Aufmarsch wurde die einzige Bahnlinie von Griechenland (Saloniki) aus über Skopje nach Norden bis Belgrad von den bulgarischen Truppen erobert. Diese war die wichtigste Versorgungslinie der gesamten Achsenstreitkräfte in Griechenland. Durch das Vorrücken der Bulgaren, nahmen diese aktiv im Kampf gegen Nazideutschland teil und sicherten die Südflanke der Belgrader Operation, welche den Rückzug der Wehrmacht auf dem Balkan einleitete.
Noch während den Kampfhandlungen erfolgten jedoch die Ersten Repressalien gegen die Kommandostruktur der bulgarischen Armee. In der Folge wurden viele Generäle und hohe Offiziere von den Sowjets interniert oder ermordet. 1947 verließen die sowjetischen Soldaten das Land. Bis 1955 verblieben nur noch bis zu 108 sowjetische Militärbeobachter. Das Offizierskorps des Nachkriegsbulgariens bestand aus Absolventen sowjetischer Militärakademien und Militärschulen. Ab 1947 kam es im Verlauf des griechischen Bürgerkrieges auch zu Grenzzwischenfällen mit dem Nachbarland und Bulgarien bat die Sowjetunion um Militärhilfe. Im September 1947 unterzeichnete der bulgarische Ministerpräsident Georgi Dimitrow in Moskau ein sowjetisch-bulgarisches Militärabkommen, das Waffenlieferungen an Bulgarien bis Ende 1948 im Umfang von 614.000 US-Dollar vorsah. Am 31. Dezember 1948 folgte ein weiteres Militärhilfeabkommen über die Lieferung von 386 Panzern des Typs T-34, zwölf Torpedoschnellbooten, drei U-Booten und 32 Kampfflugzeugen des Typs Tupolew Tu-2. Ab Dezember 1950 erhielt Bulgarien von der Sowjetunion für die Aufstellung von zwei neuen Luftwaffendivisionen 28 Jagdflugzeuge der Typen Jak-9 und Jak-11 sowie 20 Jak-23.
1953 standen der bulgarischen Volksarmee (bulgarisch Българска народна армия) 146.000 Soldaten ohne Reservisten zur Verfügung.
Im Mai 1955 trat Bulgarien dem Warschauer Pakt bei und mit der Sowjetunion wurde ein Zweijahresabkommen für unentgeltliche Rüstungslieferungen abgeschlossen. Von 1957 bis 1961 erhielt Bulgarien weitere moderne Waffensysteme, darunter Kampfpanzer der Typen T-54 und T-55 und Jagdflugzeuge und Jagdbomber der Typen MiG-19 und MiG-21 und Anfang der 1960er-Jahre auch einige Flugabwehrraketen des Typs S-75 (SA-2 Guideline).
Im Kalten Krieg und in Verbindung mit der Libanonkrise 1958 und den US-Plänen zur Einrichtung eines Atomwaffenstützpunktes auf Kreta sowie den Plänen zur Lieferung von Mittelstreckenraketen der Typen Jupiter und Nike an Griechenland und die Türkei reagierten Bulgarien, Rumänien und die Sowjetunion im Sommer 1958 mit mehreren Großmanövern in Südosteuropa, darunter auch eines nahe der bulgarisch-türkischen Grenze. An dieser Großübung nahmen fast die gesamten bulgarischen Streitkräfte einschließlich der Luftwaffe und der Marine mit voller Gefechtsbereitschaft teil. Die Sowjetunion entsandte kurzzeitig Luftwaffendivisionen nach Bulgarien.
Vom 19. bis 26. August 1967 wurde erneut ein Großmanöver auf bulgarischem Gebiet abgehalten, an dem Streitkräfte aus Rumänien und der Sowjetunion mit insgesamt 46.100 Soldaten teilnahmen. Eingesetzt wurden dabei 556 Panzer, 5870 gepanzerte und sonstige Fahrzeuge, 403 Geschütze und Granatwerfer, 832 Flugzeuge sowie 160 Kriegsschiffe.
Ende der 1980er Jahre hatte Bulgarien als Mitglied des Warschauer Paktes 167.000 Mann unter Waffen. Zur Verfügung standen auch einige RSD-10 Pioner (SS-20 Saber) und R-400 Oka (SS-23 Spider)-Raketen, die aber nicht atomar bestückt wurden. Die militärischen Strukturen dieses Bündnisses wurden am 31. März 1991 aufgelöst.

### NATO-Mitgliedschaft und internationale Einsätze

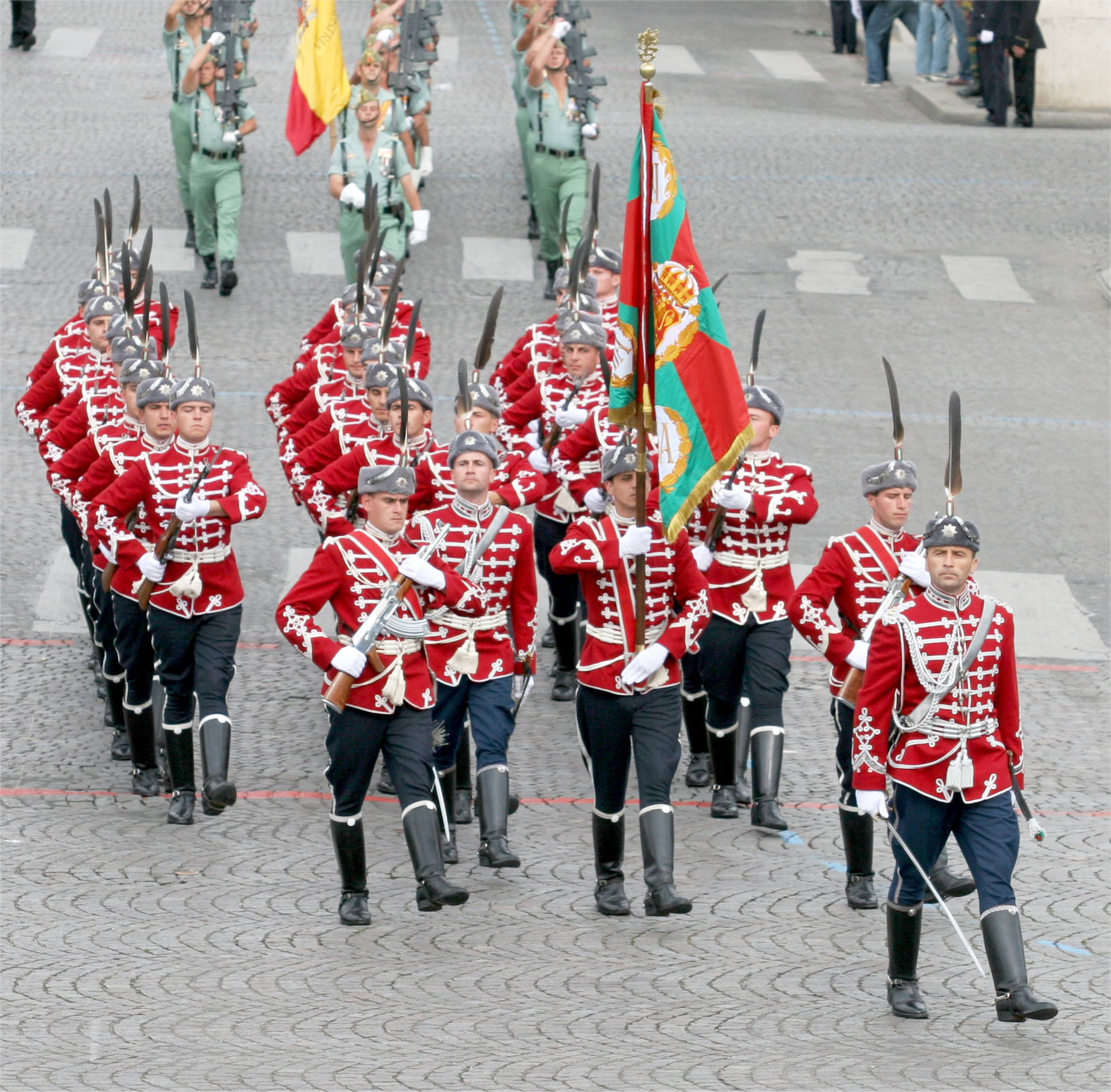
Bulgarische Nationalgarde in Paradeuniform, Juli 2007

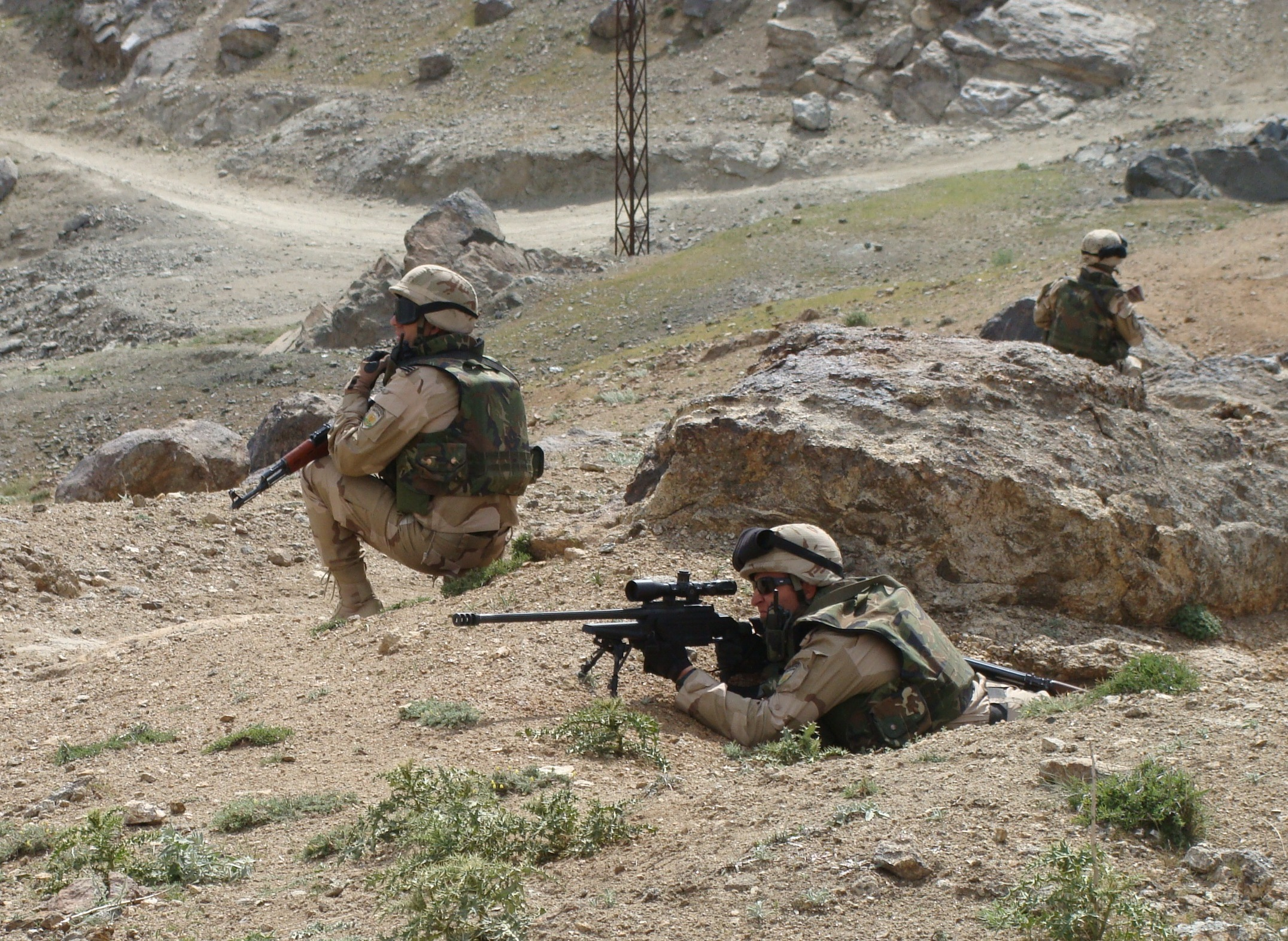
Infanterietruppen in Afghanistan, Januar 2011

Die Streitkräfte wurden im Lauf der folgenden Jahre verkleinert und modernisiert. In diesem Zuge unterstützte Bulgarien den Aufbau der Streitkräfte von Nordmazedonien und schenkte dem Land 104 Panzer, gepanzerte Fahrzeuge sowie die gleiche Anzahl an Artilleriegeschütze. Für die schwach ausgerüsteten nordmazedonischen Streitkräfte war dies angesichts der folgenden albanischen Aufstände im Westen des Landes ein Transfer von großer Bedeutung.
Seit 1994 nahm Bulgarien am NATO-Programm Partnerschaft für den Frieden teil und ab 1997 folgte die Mitgliedschaft im Euro-Atlantischen Partnerschaftsrat (EAPR). 1997 beteiligte sich Bulgarien mit bis zu 32 Soldaten an der Stabilisation Force (SFOR) für Bosnien und Herzegowina. Ab 1999 folgte die Beteiligung in einem niederländischen Kontingent für die KFOR im Kosovo. 2002 wurden die letzten R-400-Oka- (SS-23), Scud- und FROG-Raketen bei den Streitkräften ausgemustert.
Im Rahmen der Zweiten NATO-Osterweiterung wurde Bulgarien 2004 Mitglied der NATO.
Die Armee war bzw. ist an internationalen Einsätzen in Kambodscha, Angola, Tadschikistan, Kroatien, Bosnien und Herzegowina, Eritrea, Afghanistan und auch im Irak beteiligt. Im Dezember 2008 waren in Afghanistan 480 Soldaten stationiert. In Bosnien ist Bulgarien mit 117 Soldaten an der Mission Althea vertreten. Bei Kampfeinsätzen im Irak wurden 13 bulgarische Soldaten getötet. Anfang Dezember 2008 wurde der Einsatz im Irak für beendet erklärt. Mitte Dezember wurden die letzten bulgarische Soldaten aus dem Irak zurückbeordert.
Bulgarien beteiligte sich 2006 mit der Fregatte Draski an der Maritime Task Force (MTF) 448 der United Nations Interim Force zur Sicherung der 225 km lange Küste des Libanons. 2011 wurde die Fregatte Draski im Rahmen des Internationalen Militäreinsatzes in Libyen zur Sicherung der Seewege eingesetzt.
Der Einsatz in Afghanistan endete, so wie auch der deutsche Einsatz, Ende Juni 2021. Während der 19-jährigen Einsatzzeit sei nicht ein Soldat ums Leben gekommen, so der bulgarische Verteidigungsminister Panajtow.

## Auftrag
Die bulgarischen Streitkräfte haben den Auftrag, die territoriale Integrität des Staates Bulgarien zu schützen und im Kriegsfall die Landesverteidigung zu gewährleisten. Im Frieden leisten sie durch Ausbildung, Bereitstellung und Versorgung von Militär einen Beitrag zu Bulgariens Bündnisverpflichtungen innerhalb der NATO.

## Organisation

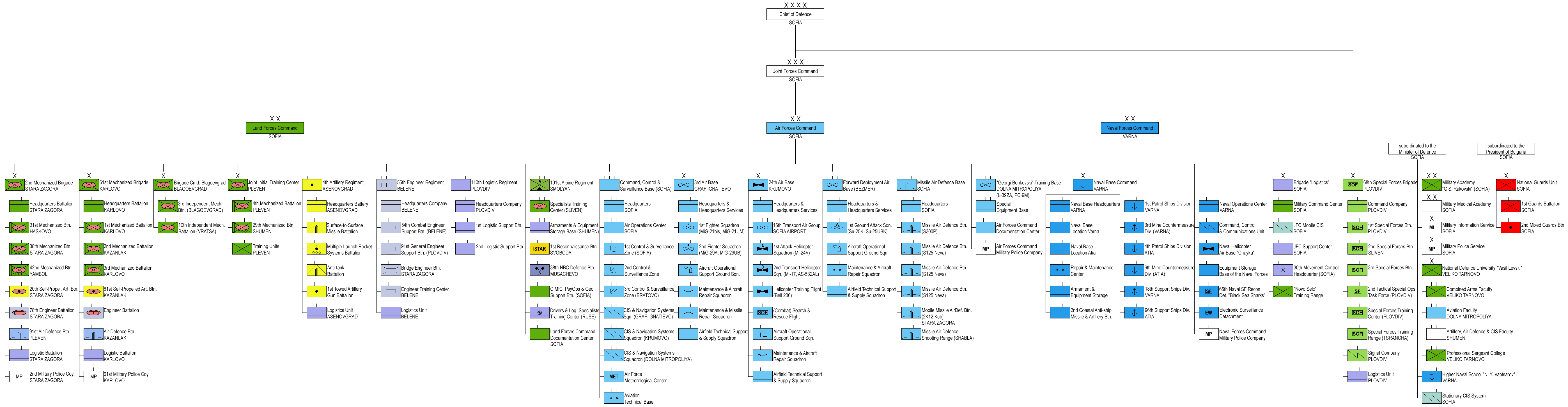
Organisationsstruktur der Bulgarischen Streitkräfte.

Seit 1992 sind das zivile Verteidigungsministerium und der militärische Generalstab der Armee organisatorisch getrennt. Oberbefehlshaber ist der bulgarische Präsident.

### Mannstärke
Die Mannstärke der bulgarischen Streitkräfte beträgt nach Angaben der NATO 29.000 Soldaten im Jahr 2011. Die Wehrpflicht wurde 2008 abgeschafft. Darüber hinaus existieren in Bulgarien paramilitärische Kräfte. So gibt es die Grenztruppen mit 12.000 Mann, die dem Innenministerium unterstehen, die Sicherheitspolizei mit 4000 Beamten sowie die Eisenbahn- und Bautruppen mit 18.000 Mann.

### Teilstreitkräfte
Die bulgarischen Streitkräfte bestehen aus den Teilstreitkräften:

#### Heer
Das Heer ist die größte Teilstreitkraft mit einer Mannstärke von 21.500 Soldaten.

#### Luftstreitkräfte
Die Luftstreitkräfte sind die zweitgrößte Teilstreitkraft mit einer Mannstärke von 10.200 Soldaten.

#### Marine
Die Marine ist die kleinste der drei Teilstreitkräfte mit einem Personalbestand von 4.100 Mann. Das Hauptquartier und die Marineakademie der bulgarischen Marine befindet sich in Warna. Der wichtigste Marinestützpunkt ist im Ort Atia bei Burgas, welcher auch von der NATO genutzt wird.

## Rekrutierung und Ausbildung
Die bulgarischen Streitkräfte sind eine Berufsarmee. Die Militärausbildung in Bulgarien erfolgt an militärischen Universitäten und Akademien. Aufgrund von Ausgaben- und Personalkürzungen wurden einige Universitäten aufgelöst und ihre Standorte als Fakultäten in andere, größere Bildungseinrichtungen integriert. Die größten Einrichtungen der militärischen Ausbildung in Bulgarien sind:
- Militäruniversität „Wasil Lewski“ in Weliko Tarnowo
- Georgi Rakowski Militärakademie in Sofia
- Marineakademie „Nikola Jonkow Wapzarow“ in Warna
- Militärmedizinische Akademie in Sofia

## Ausrüstung

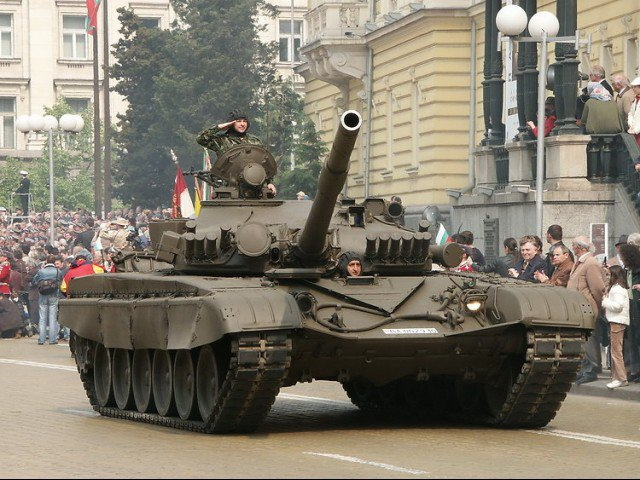
Kampfpanzer T-72M2 bei einer Parade (2007)

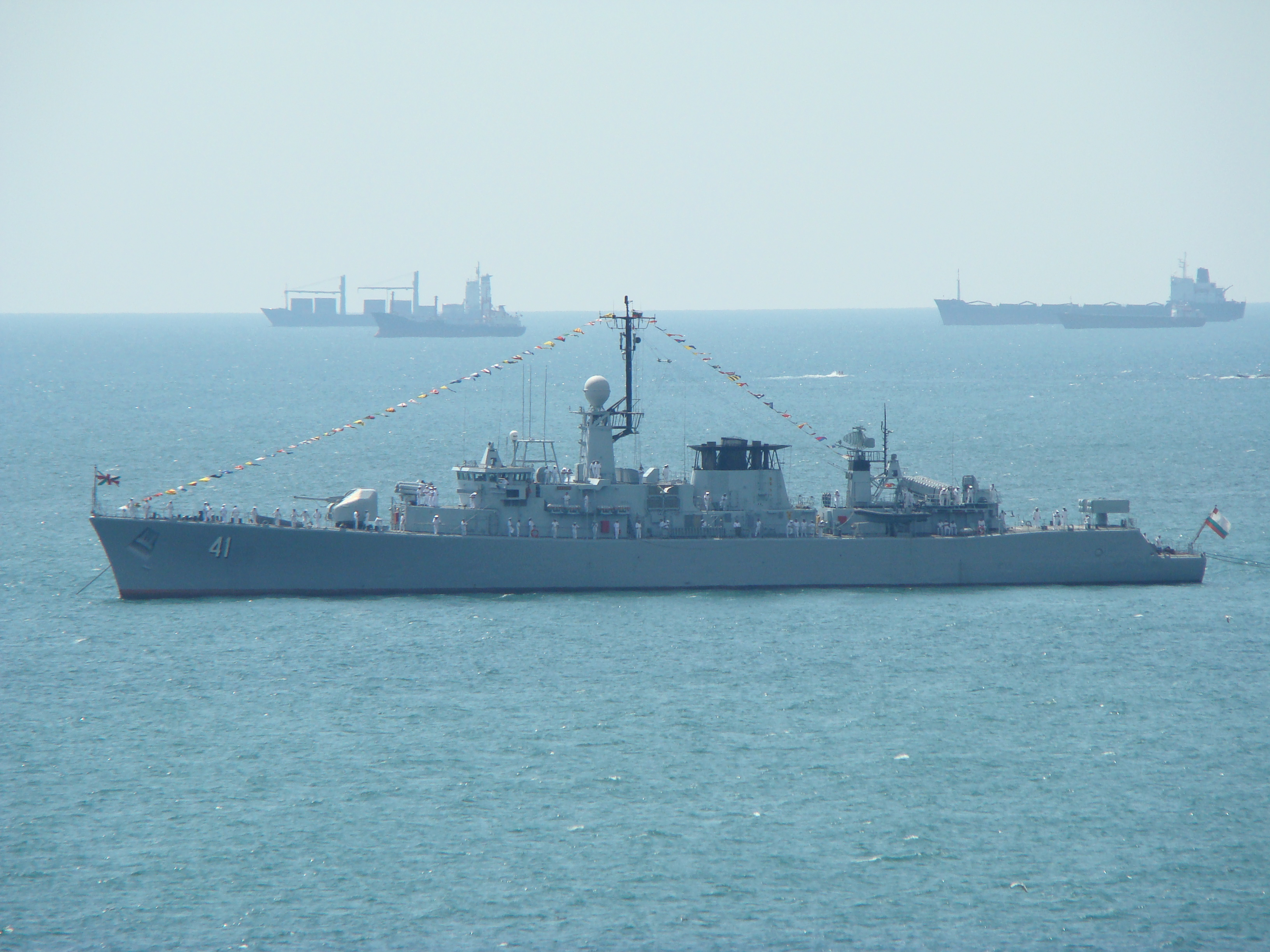
Fregatte BGS Drazki (41) (ehemals F912 Wandelaar) der belgischen Wielingen-Klasse

Siehe: Liste der Waffensysteme der bulgarischen Streitkräfte
In den letzten Jahren wurde neu beschafft unter anderem:
- Aérospatiale AS 332
- Alenia C-27
- Bell 206
- Pilatus PC-9
- Pilatus PC-12